# Фултон (округ, Огайо)
Округ Фултон (англ. Fulton County) располагается в штате Огайо, США. Официально образован 1 апреля 1850 года. По состоянию на 2010 год, численность населения составляла 42 698 человека.

## География
По данным Бюро переписи США, общая площадь округа равняется 1 054,727 км2, из которых 1 050,091 км2 суша и 4,610 км2 или 0,440 % это водоёмы.

## Население
По данным переписи населения 2000 года в округе проживает 42 084 жителей в составе 15 480 домашних хозяйств и 11 687 семей. Плотность населения составляет 40,00 человек на км2. На территории округа насчитывается 16 232 жилых строений, при плотности застройки около 15,00-ти строений на км2. Расовый состав населения: белые — 95,65 %, афроамериканцы — 0,24 %, коренные американцы (индейцы) — 0,26 %, азиаты — 0,42 %, гавайцы — 0,04 %, представители других рас — 2,31 %, представители двух или более рас — 1,08 %. Испаноязычные составляли 5,76 % населения независимо от расы.
В составе 37,10 % из общего числа домашних хозяйств проживают дети в возрасте до 18 лет, 63,20 % домашних хозяйств представляют собой супружеские пары проживающие вместе, 8,20 % домашних хозяйств представляют собой одиноких женщин без супруга, 24,50 % домашних хозяйств не имеют отношения к семьям, 21,10 % домашних хозяйств состоят из одного человека, 9,40 % домашних хозяйств состоят из престарелых (65 лет и старше), проживающих в одиночестве. Средний размер домашнего хозяйства составляет 2,69 человека, и средний размер семьи 3,13 человека.
Возрастной состав округа: 28,30 % моложе 18 лет, 7,70 % от 18 до 24, 28,70 % от 25 до 44, 22,60 % от 45 до 64 и 22,60 % от 65 и старше. Средний возраст жителя округа 36 лет. На каждые 100 женщин приходится 95,60 мужчин. На каждые 100 женщин старше 18 лет приходится 93,30 мужчин.
Средний доход на домохозяйство в округе составлял 44 074 USD, на семью — 50 952 USD. Среднестатистический заработок мужчины был 36 180 USD против 25 137 USD для женщины. Доход на душу населения составлял 18 999 USD. Около 4,00 % семей и 5,40 % общего населения находились ниже черты бедности, в том числе — 6,10 % молодежи (тех, кому ещё не исполнилось 18 лет) и 4,60 % тех, кому было уже больше 65 лет.